# Caernarfon
Caernarfon (hist. ang. Caernarvon) — miasto portowe w północno-zachodniej Walii, ośrodek administracyjny hrabstwa Gwynedd, dawniej – hrabstwa Caernarfonshire. W 2011 roku liczyło 9493 mieszkańców. Często identyfikowane z rzymską twierdzą Segontium.

## Położenie
Miasto leży nad wąską cieśniną Menai, oddzielającą wyspę Anglesey od lądu stałego; nazwa pochodzi od wal. Caer yn Arfon ("zamek w Arfon"), gdzie "zamek" odnosi się do wspomnianej twierdzy, Arfon zaś znaczy "region naprzeciw Anglesey".

## Zabytki i atrakcje turystyczne
Ośrodek turystyczny; główną atrakcją jest zamek, zbudowany przez Edwarda I, króla Anglii. Dla Walijczyków stanowi on symbol angielskiej dominacji (miasto jest zapleczem walijskich nacjonalistów). W 1986 roku wraz z zamkami w Beaumaris, Conwy i Harlech został wpisany na listę światowego dziedzictwa UNESCO.